# Waigeo
Waigeo est une île indonésienne située dans l'océan Pacifique Sud. Seule sa pointe la plus occidentale baigne la mer de Halmahera. Elle est la plus grande des îles Raja Ampat et appartient au kabupaten de Raja Ampat dans la province de Papouasie du Sud-Ouest.

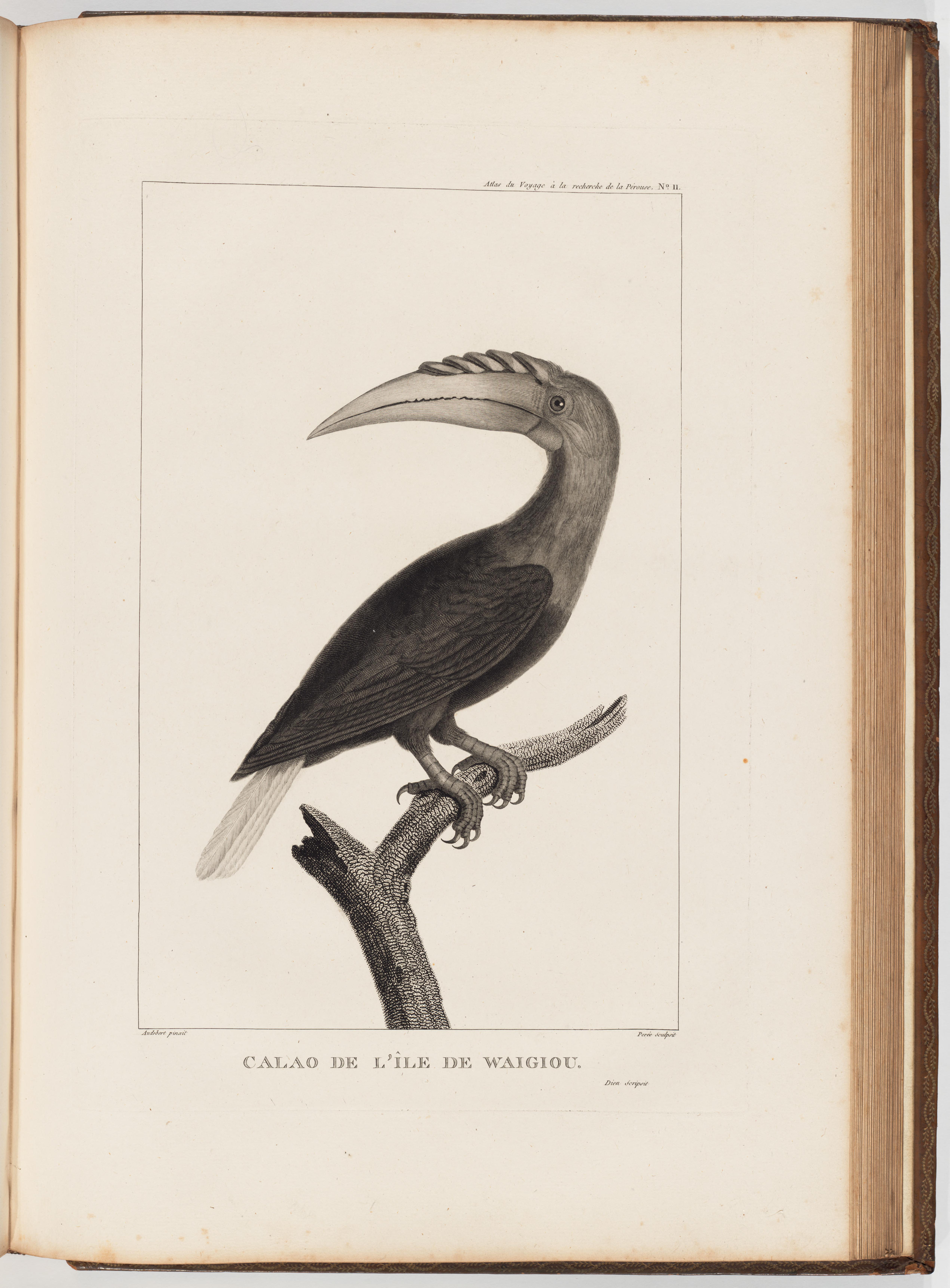
Calao de l'île de Waigiou, atlas Lapérouse, 1792

## Géographie
L'île est située à environ 65 km au nord-ouest de la péninsule de Doberai, qui constitue l'extrémité occidentale de la Nouvelle-Guinée. Waigeo mesure 110 km de longueur d'est en ouest et près de 50 km de largeur du nord au sud et s'étend sur 3 155 km2. Elle est formée de deux parties reliées par un isthme au nord et séparées par la baie de Majalibit qui forme comme un lac intérieur. Waisai, la principale ville, est la capitale des Raja Ampat.

## Histoire
On y a découvert le plus ancien artéfact tiré d'une plante et fabriqué par l'Homo sapiens connu à ce jour (en 2024) en dehors de l'Afrique. Il s'agit d'un morceau de résine, daté de 50 à 55 000 ans.
Jorge de Meneses y débarqua en 1526. 
Elle appartient à la colonie néerlandaise de Nouvelle-Guinée occidentale jusqu'en 1962, date à laquelle cette dernière est cédée à l'Indonésie. Elle fait ensuite partie de la province de Papouasie occidentale à partir de 2002 puis à celle de Papouasie du Sud-Ouest, créée le 9 décembre 2022.
Sur l'île, le waigeo, une langue de la branche malayo-polynésienne des langues austronésiennes, est parlée par 300 locuteurs.